# Ante Ciliga
Ante Ciliga (Šegotići, općina Marčana, 20. veljače 1898. – Zagreb, 21. listopada 1992.), bio je hrvatski političar, ljevičarski revolucionar, novinar i publicist. Dvadesetih godina 20. stoljeća bio je istaknuti komunistički aktivist te zatim disident. Nakon rata kao hrvatski politički emigrant u Rimu i Parizu, surađivao je i uređivao protukomunistička i protujugoslavenska glasila, sve do povratka u domovinu, 1990. uoči smrti. Djela su mu doživjela prijevode na svjetskim jezicima a posebice knjiga U zemlji velike laži koja je među ostalim prevedena i na japanski jezik.

## Životopis
Rođen je u Šegotićima, na jugu Istre, 1898. godine. Gimnaziju je pohađao u Mostaru gdje je živio od svoje sedme godine; iz te je gimnazije izbačen na početku Prvoga svjetskog rata 1914. godine, zbog izražavanja protuaustrijskih stavova. Nastavlja školovanje u pazinskoj gimnaziji iz koje je i opet istjeran 1915. godine zbog protuaustrijskih stavova. Nakon što cijelo njegovo selo Šegotići iseljeno zbog moguće izloženosti ratnim događanjima oko glavne austrijske ratne luke Pule, gimnaziju nastavlja i završava u Brnu 1917. godine, a 1918. godine upisuje Više gospodarsko učilište u Križevcima. 
Godine 1919., ponesen idejama komunističke oktobarske revolucije u Rusiji, sudjelovao je u revoluciji u Mađarskoj Sovjetskoj Republici. U svibnju iste godine ga jugoslavenska komunistička sekcija upućuje na ilegalan rad u Kraljevinu SHS-a, a u srpnju je sudjelovao u vojničkoj pobuni u Varaždinu. Godine 1921. Ciliga sudjeluje u Proštinskoj buni kao glavni organizator oružanog otpora oko 300 seljaka otporu fašistima na području Proštine (Krnica i okolna manja sela uz istočnu obalu Istre, danas na području općine Marčana) koja se pobuna događala istodobno s obližnjom radničkom Labinskom bunom). Talijanske snage su za odmazdu spalile Šegotiće, Ciligino rodno selo.
Visoko školovanje pohađao je u Pragu i Zagrebu, a doktorirao je 1924. godine u Zagrebu, na Filozofskom fakultetu, s temom "O socijalno-filozofskom aktivizmu Rudolfa Goldscheida. Kritika i obrana marksizma na području filozofije". 
Bio je jedan od osnivača i urednik zagrebačkih novina Borba - službenog glasila Komunističke partije, gdje se posebice posvetio raspravama o nacionalnom pitanju. Vodio je polemike i osuđivao je Simu Markovića i "marksističko-ekonomsku obranu srbijanske hegemonije", tražeći uspostavljanje federalne države, čije bi federalne jedinice raspolagale i svojim nacionalnim vojskama. U prosincu 1924. je tajnika oblasnog odbora (tj. sekretar oblasnog komiteta; sekretar je u komunističkoj nomenklaturi glavni voditelj određene ustrojbene jedinice) Komunističke partije Jugoslavije za Hrvatsku i Slavoniju.

### SSSR
Već 1926. godine biva - kao talijanski podanik (naime njegova rodna Istra dolazi nakon Prvoga svjetskog rata u sastav Kraljevine Italije) i osoba koja se bavi revolucionarnim radom - protjeran iz Kraljevine Jugoslavije. Odlazi u onda međunarodno izolirani Sovjetski Savez gdje je predavao na Komunističkom sveučilištu nacionalnih manjina do 1928. godine; zajedno s grupom internacionalnih komunista u Moskvi sklonih Lavu Trockom (vođa opozicije Staljinu unutar Centralnog komiteta Ruske komunističke partije) zalaže se potporu prevratničkim težnjama malih naroda koji su u višenacionalnim državama nacionalno potlačeni. 1929. godine uhićen je zbog potpore Trockome i zatvoren u logor, a potom stavljen u konfinaciju. Odatle je pušten 1936. godine na temelju sporazuma Staljin-Mussolini, pošto je formalno bio talijanski građanin i dospijeva u Pariz. 
U Parizu ga prima sam Trocki (inače, osnivač Crvene armije i jedan od vodećih Lenjinovih suradnika u provođenju revolucije; potom glavni Staljinov takmac u preuzimanju vlasti nakon Lenjinove smrti), te se na naslovnici pariškog trockističkog časopisa "Bjulleten oppozicii" (na ruskom jeziku) objavljuje u siječnju 1936. godine Ciligin članak "O represiji u SSSR-u", s novim i pouzdanim podacima o stanju u Rusiji. S Trockim se Ciliga ubrzo razilazi, čim šalje članak također i manjševičkom glasilu "Socialističeskij vestnik", s kojima su trockisti bili u zavadi. 
U razradi svojih političkih uvjerenja, Ciliga ostaje ljevičar, međutim dolazi do zaključka - za komunistu posve "heretičkog" - da jednopartijski sistem valja napustiti za korist višestranačja. Takav stav izlaže u većem broju članaka. Naposljetku ga na dojmljiv način iznosi u zapaženom djelu biografskog karaktera Au Pays du Grand Mensonge (U zemlji velike laži; na engleskome The Russian Enigma) iz 1938. godine - znatno prije nego što slično učiniti Aleksandar Solženjicin. Drugi dio svojih ruskih sjećanja objavljuje u kolovozu 1941. godine u knjizi Siberie, Terre de I'Exil et de I'Industrialisation. Valja opaziti da je 1930.-ih godina ljevičarska propaganda diljem Europe uspješno plasirala "retuširanu" sliku SSSR-a kao svojevrsnog radničkog "raja na zemlji"; idealne zemlje pravde i napretka - te je propaganda koju je totalitarni sovjetski režim nametao svojim podanicima, preuveličavajući svoje uspjehe i prikrivajući ružne aspekte života u komunizmu uspješno prenošena širom svijeta.
Naposljetku je 1940. godine Ciliga presjekao sve veze s marksizmom i radničkim pokretom.

### Drugi svjetski rat
Pad Francuske doživljava u Parizu. Potom se u prosincu 1941. godine vraća u Hrvatsku - sada već pod vlasti ustaša. Ustaške vlasti ga ubrzo po dolasku uhićuju; kao osobito važnog političkog zatvorenika posjećuje ga u zatvoru sam poglavnik Ante Pavelić. Iz istražnog zatvora Zagrebu upućen je u Jasenovac, pod smrtnom presudom. Kasnije, u svojoj knjizi Jasenovac - ljudi pred licem smrti, Ciliga je opisao Jasenovac kao "veliku mašinu" s jedinom svrhom, da "jedni (…) budu ubijeni odmah, čim uđu – drugi, s vremenom prema prilikama". Dodatno navodi, "samo jedan logor bio posvećen stalnom i na široko organiziranom uništenju ljudi: Auschwitz!... Jasenovac je sličio Auschwitzu. I u Jasenovcu je glavno bilo, ne prisilni rad, već istrebljenje", no "primitivistička etika koja je pratila primitivističke okrutnosti Jasenovca bila je osobina kojom se razlikovao ovaj balkanski Auschwitz Ante Pavelića". Ciliga uspoređuje Jasenovac i sa "sovjetskim zatvorima i sibirskim zatočenjem", iz kojih je imao neposredno iskustvo – ono što je tamo "vidio i proživljavao ni izdaleka nije dostizalo fizičke, materijalne užase kao u Jasenovcu".
Iz Jasenovca je ipak pušten nakon godinu dana, 1. siječnja 1943. godine, na zalaganje bliskog Pavelićevog suradnika prof. Aleksandra Seitza. Ciliga je vjerovao da je to bilo zbog njegove knjige The Russian Enigma, objavljenje u Britaniji kasnih 1930.-ih godina; u trenucima kada je postala jasna mogućnost da Njemačka ipak izgubi u ratu, ustaše ga puštaju iz zatvora, zajedno s većom grupom masona i drugih "prosavezničkih elemenata". 
U Jasenovcu je uspio završiti knjigu Štorice iz Proštine, knjigu pripovjedaka iz zavičajnog života Istre na proštinskom dijalektu.
Dobiva namještenje u uredu prof. Aleksandra Seitza. Vlasti toleriraju njegovo pisanje za zagrebačku "Spremnost", glasilo Ustaškog pokreta. Na Sveučilištu u Zagrebu drži predavanja o Rusiji. U lipnju 1944. godine dolazi u nacistički Berlin, gdje živi u poslanstvu NDH. Kad se gradu 1945. približavaju Rusi odlazi s osobljem NDH poslanstva u Bad Abbach u Bavarskoj, gdje dočekuje pad nacističke Njemačke,

### Emigracija nakon 1945. godine
Nakon Berlina, boravi Ciliga neko vrijeme u Bavarskoj i u Francuskoj okupacijskoj zoni (u dijelu Njemačke uz Rajnu), potom kao politički emigrant u Francuskoj i Italiji. Napustivši komunizam već prije rata, postao je "vatreni nacionalist", te uređuje antikomunistička i antijugoslavenska glasila.
Odgovarajući na interes koji na Zapadu postoji za sada još moćniju Rusiju, objavljuje svoja biografska djela na raznim jezicima. Trajno se smješta u Rimu, gdje mu prihodi od izdavanja knjiga omogućuju skroman život - u vrijeme kada postaje praktički slijep. Nastavlja objavljivati knjige: "La Yougoslavie sous la Menace Interieure et Exterieure" ("Jugoslavija suočena s vanjskim i unutarnjim prijetnjama") objavljuje 1951. te sljedeće godine knjigu Dokle će hrvatski narod stenjati pod srpskim jarmom? Potom dolaze i memoari "Sam kroz Europu u ratu" (Alone Across Europe in War). U emigraciji je nastavio s novinarskim radom surađujući u Biltenu Hrvatske demokratske i socijalne akcije, Na pragu sutrašnjice (kojima je bio i urednik), Hrvatskom listu i inima. U člancima koje piše u tom razdoblju posvećuje pažnju položaju hrvatskog naroda i Hrvatske u Jugoslaviji, te piše o odnosu SSSR-a prema hrvatsko-srpskim odnosima u Jugoslaviji. Također kritički piše o Titovom odnosu prema hrvatskom pitanju. Od 1980. do 1982. godine objavljuje niz članaka u kojem temeljito obrađuje ta pitanja, za razdoblje prije Titove smrti i nakon nje.
O Titovom komunističkom režimu piše stvari koje imaju dramatičan prizvuk, kada dolaze iz pere dosljednog ljevičarskog intelektualca i bivšeg komunističkog revolucionara. U eseju "Tito nije uspio riješiti nacionalno pitanje u Jugoslaviji" (objavljen u zborniku simpozija "Hrvatskoj naciji u njezinoj borbi za slobodu i neovisnost.", održanog u Chicagu 1955. godine) iznosi ocjene: "Kao što je Staljinova Moskva naslijedila imperijalizam cara, tako je Titov Beograd naslijedio imperijalizam Pašića i kralja Aleksandra."; dokazuje da je "u stvari, Beograd želio i još želi steći imperijalističku jednakost s Moskvom: Titov režim prihvatio je dominaciju velikoruskoga imperijalizma nad narodima SSSR-a, te je za sebe želio priznavanje dominacije velikosrpskog imperijalizma nad narodima Jugoslavije i Balkana"; na drugom mjestu u eseju u eseju on napominje da Srbi "ne posjeduju one brojčane, geografske, ekonomske, tehničke, kulturne ili političke prednosti koje ... Rusi imaju nad narodima SSSR-a. Srbi i neupućeni koji u Titovoj Jugoslaviji vide 'mali SSSR' ne uočavaju dovoljno dobro slabost te države.".
U vrijeme kada 1974. godine u Rimu počinje izlaziti časopis Na pragu sutrašnjice (On the Threshold of the Future; časopis na hrvatskom jeziku poslije izlazi u Švedskoj)  u kojemu Ciliga objavljuje iznimno važne dokumente o povijesti Komunističke partije Jugoslavije te o hrvatskoj i južnoslavenskoj politici, Ciliga postaje prominentan u političkome životu hrvatske dijaspore.

### Povratak u domovinu i smrt
Za višestranačkih izbora u Hrvatskoj 1990. godine - sada u vrlo odmakloj dobi od 92 godine - vratio se Ante Ciliga u domovinu.
Tijekom svoga dugog političkog i novinarskog života Ante Ciliga je često morao pisati pod pseudonimima, među kojima su: A.A., Baltić, Genčić, Istrijanac, Jagić, Josip Kovač, Mbt, Mt, Mvg, Tone Proštinar, Tone Valić, Rošić, Anton Antonovič Zadvornij i dr. Svojim djelima ušao je u antologiju 60 hrvatskih emigrantskih pisaca Šimuna Šite Ćorića.
Umro je u Zagrebu 21. listopada 1992. godine. Pokopan je na zagrebačkome groblju Mirogoju.

## Djela
- U zemlji velike laži, (Au pays du grand mensonge) Pariz, 1938. (2007., na hrv. prevedeno s francuskoga, preveo Predrag Raos)
- Ruska enigma, (The Russian Enigma), London, 1940., 1942., 1973., 1980.
- The Kronstadt Revolt, London, 1942. (franc. izd. L’insurrection de Cronstadt, Le Prolétaire, Lyon, 1946.)[11]
- Deset godina u Sovjetskoj Rusiji, Zagreb, 1943.
- Štorice iz Proštine, Zagreb, 1944. (izdato pod pseudonimom Tone Valić) (dop. izd., Gordo - Udruga Ante Ciliga - Matica hrvatska, Ogranak Pazin, Pula - Pazin, 2004.)
- Komunistička stranka, Zagreb, 1944.
- Lenjin i revolucija, (Lénine et la Révolution), Pariz, 1948.
- Sibirija, zemlja izgnanstva i industrijalizacije, 1950.
- U sjeni Moskve: nacionalizam i komunizam u hrvatsko-srpskom sporu, 1951.
- Jugoslavija pred unutarnjom i vanskom opasnošću, Pariz, 1952.
- Dokle će hrvatski narod stenjati pod srpskim jarmom?, Pariz, 1952.
- Sam kroz Europu u ratu (1939-1945), Pariz, 1954., Rim, 1978., Pula 1998.[12]
- Kriza režima u Titovoj Jugoslaviji, (Crise d'Etat dans la Yougoslavie de Tito), Pariz, 1974.
- Deset godina u zemlji zbunjujuće laži, (Dix ans au pays du mensonge déconcertant), Pariz, 1977.
- Jugoslavenski labirint, 1983.
- Poslije Rusije 1936-1990, (Apres la Russie 1936-1990), Pariz, 1994.
- Sve i odmah, Mainz-Washington-Toronto-Lund-Zagreb, 1998.
- Svjedok najvećih laži dvadesetog stoljeća, Zagreb, 2001. (odabrao i za tisak priredio Branimir Donat)
- Jasenovac: ljudi pred licem smrti, Zagreb, 2011.[13]

## Spomen
- 1998.: Udruga u Puli nazvana je po njemu, Udruga dr. Ante Ciliga.[14]

## Vanjske poveznice
- Denis Derk, Hrvatski komunist u zemlji velike laži, Večernji list, 10. kolovoza 2007.
- [https://web.archive.org/web/20120118092257/http://www.matis.hr/dogadjanja_opsirnije.php?id=269 31. svibnja 2008. u Rijeci, Riječki sajam knjiga, Hrvatski kulturni dom

Promocija knjige U zemlji velike laži Ante Cilige], Hrvatska matica iseljenika (u međumrežnoj pismohrani archive.org 18. siječnja 2012.) 
- Miljenko Hajdarović, Ante Ciliga  Arhivirana inačica izvorne stranice od 4. ožujka 2016. (Wayback Machine) Hrvatski povijesni portal. Životopis Ante Cilige.
- Schwartz, Stephen. Ante Ciliga (1898-1992): život na povijesnim raskrižjima // Društvena istraživanja, br. 2. – 3. (16. – 17.) (1995.), str. 315. – 339. (životopisni članak)
- (engl.) Revolutionary history Anton Ciliga obituary, autora Stephena Schwartza u internetskom časopisu Revolutionary history
- (engl.) Left Wing Communism - an infantile disorder Ante Ciliga
- (engl.) Left Wing Communism - an infantile disorder An Ambiguos Journey - Ante Ciliga (1898-1992) by Philippe Bourrinet
- (engl.) The Krondstadt Revolt, djelo Ante Cilige iz 1938. godine, objavljeno u La Révolution Prolétarienne, br. 278, 1938. (hrvatski)
- (engl.) The Russian Enigma, (IX. poglavlje III. knjige), knjiga Ante Cilige objavljena 1940. godine na engleskom, kao prijevod njegove knjige "Au Pays du Grand Mensonge" objavljenje u Parizu 1938.